# Florian Graf
Florian Graf (ur. 24 lipca 1988 w Freyung) – niemiecki biathlonista, dwukrotny mistrz świata juniorów, mistrz Europy w sztafecie z 2009 r.
17 marca 2011 zadebiutował w zawodach Pucharu Świata zajmując 10. miejsce w sprincie w Oslo.

## Osiągnięcia

### Mistrzostwa świata
| Rok  | Miejscowość          | Konkurencje | Konkurencje | Konkurencje | Konkurencje | Konkurencje | Konkurencje | Konkurencje |
| Rok  | Miejscowość          | IN          | SP          | PU          | MS          | RL          | MR          | SR          |
| ---- | -------------------- | ----------- | ----------- | ----------- | ----------- | ----------- | ----------- | ----------- |
| 2012 | Ruhpolding           | –           | 34.         | 38.         | –           | –           | –           | –           |
| 2013 | Nové Město na Moravě | 40.         | –           | –           | –           | –           | –           | –           |

### Puchar Świata

#### Miejsca w klasyfikacji generalnej
| Sezon     | Miejsce |
| --------- | ------- |
| 2010/2011 | 58.     |
| 2011/2012 | 21.     |
| 2012/2013 | 25.     |
| 2013/2014 | 44.     |
| 2014/2015 | 65.     |
| 2015/2016 | 94.     |
| 2016/2017 | 51.     |

### Mistrzostwa świata juniorów
| Rok  | Miejscowość  | Konkurencje | Konkurencje | Konkurencje | Konkurencje | Konkurencje | Konkurencje | Konkurencje |
| Rok  | Miejscowość  | IN          | SP          | PU          | MS          | RL          | MR          | SR          |
| ---- | ------------ | ----------- | ----------- | ----------- | ----------- | ----------- | ----------- | ----------- |
| 2006 | Presque Isle | 28.         | 2.          | 5.          | nd.         | –           | nd.         | –           |
| 2007 | Martell      | 24.         | 3.          | 1.          | nd.         | –           | nd.         | –           |
| 2008 | Ruhpolding   | 5.          | 2.          | 2.          | nd.         | 3.          | nd.         | –           |
| 2009 | Canmore      | –           | 4.          | 8.          | nd.         | 1.          | nd.         | –           |

### Mistrzostwa Europy
| Rok  | Miejscowość          | Konkurencje | Konkurencje | Konkurencje | Konkurencje | Konkurencje | Konkurencje | Konkurencje |
| Rok  | Miejscowość          | IN          | SP          | PU          | MS          | RL          | MR          | SR          |
| ---- | -------------------- | ----------- | ----------- | ----------- | ----------- | ----------- | ----------- | ----------- |
| 2011 | Ridnaun              | 17.         | 7.          | 5.          | nd.         | 1.          | nd.         | –           |
| 2014 | Nové Město na Moravě | 8.          | 20.         | 10.         | nd.         | 3.          | nd.         | –           |
| 2015 | Otepää               | 7.          | 15.         | 5.          | nd.         | 5.          | nd.         | –           |
| 2016 | Tiumeń               | nd.         | 4.          | 3.          | 1.          | nd.         | 4.          | –           |

### Puchar IBU

#### Miejsca w klasyfikacji generalnej
| Sezon     | Miejsce |
| --------- | ------- |
| 2008/2009 | 57      |
| 2009/2010 | 37      |
| 2010/2011 | 2       |
| 2011/2012 | -       |
| 2012/2013 | -       |
| 2013/2014 | 18      |
| 2014/2015 | 1       |
| 2015/2016 | 2       |
| 2016/2017 | 37      |

#### Miejsca na podium chronologicznie
| Lp. | Dzień        | Rok  | Miejscowość    | Konkurencja               | Lokata | Pudła   | Czas biegu  | Strata  | Zwycięzca     |
| --- | ------------ | ---- | -------------- | ------------------------- | ------ | ------- | ----------- | ------- | ------------- |
| 1.  | 11 stycznia  | 2009 | Altenberg      | Sprint na 10 km           | 3.     | 1+0     | 24:21.0 min | +41.7 s | Artiom Gusiew |
| 2.  | 6 lutego     | 2011 | Osrblie        | Sprint na 10 km           | 2.     | 0+1     | 30:31.1 min | +38.3 s | Erik Lesser   |
| 3.  | 12 marca     | 2011 | Annecy         | Sprint na 10 km           | 1.     | 0+0     | 25:12.9 min | –       | –             |
| 4.  | 13 marca     | 2011 | Annecy         | Bieg pościgowy na 12,5 km | 1.     | 1+1+0+0 | 35:49.7 min | –       | –             |
| 5.  | 30 listopada | 2014 | Beitostølen    | Sprint na 10 km           | 1.     | 1+0     | 25:25.9     | –       | –             |
| 6.  | 9 stycznia   | 2015 | Duszniki-Zdrój | Sprint na 10 km           | 1.     | 0+0     | 25:25.3     | –       | –             |